# József Tamás
József Tamás (ur. 12 listopada 1944 w Siculeni) – rumuński duchowny katolicki, biskup pomocniczy Alba Iulia w latach 1997–2019.

## Życiorys
Święcenia kapłańskie otrzymał 21 kwietnia 1968.

## Episkopat
18 grudnia 1996 papież Jan Paweł II mianował go biskupem pomocniczym archidiecezji Alba Iulia, ze stolicą tytularną Valabria. Sakry biskupiej udzielił mu 1 marca 1997 abp György Jakubinyi.
24 grudnia 2019 przeszedł na emeryturę.